# Prosopographia Imperii Romani
La Prosopographia Imperii Romani, abreviado PIR, es una obra histórica colectiva usada para establecer la prosopografía de personajes destacados del Imperio romano. El período de tiempo cubierto se extiende desde la batalla de Accio en 31 a. C. hasta el reinado de Diocleciano. El volumen final de la segunda edición, PIR 2, vol. IX, V-Z, apareció en noviembre de 2015.

## Historia
La primera edición se publicó en Berlín en la línea de los trabajos académicos de la escuela historicista de economía, que había logrado el proyecto de un corpus de todas las inscripciones latinas, el Corpus Inscriptionum Latinarum. Dirigida por Elimar Klebs, Hermann Dessau y Paul von Rohden, la primera edición del PIR se editó en tres volúmenes desde 1897 hasta 1898.
La implementación de una segunda edición se actualizó por última vez en 1933 para su publicación en Berlín. El primer folleto de la segunda edición estuvo a cargo de Edmund Groag y Arthur Stein quienes reunieron las letras A y B. La publicación fue interrumpida por la Segunda Guerra Mundial mientras se trabajaba en la letra F (1943). Después de la unificación alemana, el proyecto encontró una nueva dinámica. A partir de ese momento estuvo dirigido por K. Wachtel. El fascículo relativo a la letra S se publicó en 2006 y la T en 2009. Mientras tanto, el índice de nombres y personas integrantes del PIR se pudo buscar en el sitio web respectivo.
El volumen 2 del PIR incluye notas para todos los senadores romanos conocidos, los équites y algunos funcionarios públicos que no son de rango ecuestre, como los libertos imperiales manumitidos que están atestiguados en la tradición literaria. Las entradas en el PIR están indexadas por la letra inicial del nombre, luego por el número de la entrada, por ejemplo, Claudio Pompeyano corresponde a la entrada PIR2 C 973: la entrada 973 bajo la letra C.
Para períodos posteriores al siglo III que el PIR no cubre, existe Prosopography of the Later Roman Empire de Arnold Hugh Martin Jones, J. R. Martindale y John Morris.